# Somatische Embryogenese
Die somatische Embryogenese ist eine biotechnologische Methode, bei der die Bildung eines pflanzlichen Embryos auf asexuelle Weise ausgehend von einer somatischen Zelle erfolgt. Dies steht im Gegensatz zur normalen zygotischen Embryogenese, die durch die Befruchtung einer Eizelle eingeleitet wird. Ein ähnlicher Vorgang der in der Natur abläuft ist die Apomixis, eine so genannte Jungfernzeugung bei der ein Embryo gebildet wird ohne, dass es vorher zu einer Verschmelzung von Gameten gekommen ist.
Die somatischen Zellen können beispielsweise aus dem Hypokotyl, Blattscheiden oder den Wurzeln gewonnen werden. Aus diesen Zellen kann vegetativ ein erbgleiches Gewebe entstehen, weshalb die daraus resultierenden Pflanzen auch als Klone bezeichnet werden. Zwar ist bei der somatischen Embryogenese keine Zygote der Ausgangspunkt für die Embryonalentwicklung, jedoch sind starke morphologische Parallelen in der Entwicklung zu beobachten und als Produkt wird in beiden Fällen eine intakte, fertile Pflanze erhalten.
Neben der Bezeichnung somatischer Embryo sind noch die Bezeichnungen Embryoid, Adventivembryo oder schlicht embryoähnliche Struktur gebräuchlich.
Für eine erfolgreiche somatische Embryogenese müssen einige Voraussetzungen erfüllt sein. Zum einen muss die Ausgangszelle eine embryogene Kompetenz aufweisen, damit eine Umwandlung von einer somatischen in eine embryogene Zelle erfolgen kann, außerdem muss ein geeigneter Stimulus vorhanden sein, der die Embryonalentwicklung auslöst. Das Ganze muss in einer Umgebung ablaufen (Nährmedium), die diese Entwicklung ermöglicht.

## Entwicklungsstadien
Bei der somatischen Embryogenese werden verschiedene Entwicklungsstadien unterschieden:
- Globuläres-Stadium – aus einer somatischen Zelle geht nach erfolgreicher Stimulation eine kugelförmige Struktur hervor.

- Herz-Stadium – aus der globulären Struktur beginnen sich Kotyledonen abzuzeichnen. Diese Ausbuchtungen an beiden Seiten geben dem Embryo eine herzförmige Struktur.

- Torpedo-Stadium – durch eine Streckung des Hypokotyls prägt der Embryo eine längliche Form aus.

- Kotyledonen-Stadium – die Kotyledonen sind verstärkt ausgeprägt und treten als solche erkennbar aus der Form hervor.

Nach Erreichen des vierten Stadiums wird der Embryo als reif bezeichnet. Die Embryonalentwicklung ist abgeschlossen und der Embryo ist jetzt in der Lage eine intakte Pflanze auszubilden.

## Formen somatischer Embryogenese
Grundsätzlich werden bei der somatischen Embryogenese zwei verschiedene Formen voneinander unterschieden.

### Indirekte Embryogenese
Bei der indirekten Embryogenese erfolgt zunächst eine Kallusbildung. Die Induktion eines Kallus kann durch die Verwendung von (synthetischen) Pflanzenwachstumshormone wie 2,4-Dichlorphenoxyessigsäure eingeleitet werden. Diese Auxine werden dem Medium, welches zur Kultivierung der Zellen verwendet wird, beigesetzt. Die Embryogenese erfolgt erst im Anschluss. Vor der Regeneration zu einer Pflanze können die Kalli als Transformationstarget benutzt werden. Hierbei können verschiedene Methoden zum Einsatz kommen. Beispielsweise die biolistische Transformation, die Transformation mit Agrobakterien oder die Transformation mit Hilfe von Siliciumkarbid-Kristallnadeln.
Wegen der hohen Teilungsaktivität des Kallusgewebes kommt es bei der indirekten Embryogenese häufig zu somaklonalen Variationen.

### Direkte Embryogenese
Bei der direkten Embryogenese wird der Embryo direkt gebildet. Dies geschieht meist aus parenchymatischen Zellen. Bei der direkten Embryogenese kommt es viel seltener zu somaklonalen Variationen. Allerdings wurde die direkte somatische Embryogenese bisher nur bei sehr wenigen Arten beschrieben.

## Vorteile der somatischen Embryogenese
In der Forschung sind häufig Gewächshaus- oder Klimakammerkapazitäten ein limitierender Faktor. Daher ist die somatische Embryogenese von Interesse, da mit ihrer Hilfe eine große Anzahl von Pflanzen, auf kleinem Raum und mit wenig Ausgangsmaterial hergestellt werden können.

## Bedeutung und Anwendung
Somatische Embryonen könnten eine automatisierte klonale Massenvermehrung unter Zuhilfenahme von Bioreaktoren ermöglichen. Dies wäre vor allem für die Entwicklung künstlicher Samen von Interesse. Hierbei werden somatische Embryonen im Torpedo-Stadium Verkapselt. Als Material für die Verkapselung können dabei Polyethylenoxid oder ein Flüssig-Gel Anwendung finden. Diese anfänglich verwendeten Materialien wurden aufgrund besserer Eigenschaften durch Calcium-Alginatkugeln ersetzt. Weitere Optimierungen erfolgten durch Zugabe verschiedener Additiva für die Regulation der osmotischen Aktivität (z. B. Saccharose) oder der Vitalität der Embryonen (z. B. Abscisinsäure).

## Samenentwicklung
Im Gegensatz zu einem Samen der aus der zygotischen Embryogenese hervorgegangen ist, verfügen Samen die aus somatischer Embryogenese hervorgegangen sind nicht über ein Endosperm, welches der Versorgung mit Nährstoffen während der Keimung dient. Außerdem fehlt eine feste Samenhülle, die in erster Linie dem Schutz vor mechanischer Beanspruchung dient.